# Осеола (округ, Флорида)
Осео́ла (англ. Osceola county) — округ штата Флорида Соединённых Штатов Америки. На 2000 год в нем проживало 172 493 человека. По оценке бюро переписи населения США в 2006 году население округа составляло 244 045 человек. Окружным центром является город Киссимми. На территории округа расположено озеро Киссимми — третье по площади озеро Флориды.

## История
Округ Осеола был сформирован в 1887 году. Он был назван в честь индейского вождя Оцеолы (на русский язык географические названия транскрибируются как Осеола).